# Distretto municipale di Dormaa Centrale
Il distretto municipale di Dormaa Centrale (ufficialmente Dormaa Central Municipal District, in inglese) è un distretto della regione di Bono del Ghana.
Originariamente chiamato distretto di Dormaa, nel 2012 la parte sudoccidentale del territorio è stata scorporata per costituire il distretto di Dormaa Ovest, il distretto è stato trasformato in municipale e rinominato distretto municipale di Dormaa Centrale.